# Kevin Pierre Lafrance
Kevin Pierre Lafrance (* 13. Januar 1990 in Paris) ist ein haitianisch-französischer Fußballspieler. Er vertrat sein Heimatland auch in der Nationalmannschaft seines Landes.

## Verein
Der zweiten Mannschaft von Banik Most entstammend, bestritt Lafrance seine erste Profisaison 2009/10 in der zweiten tschechischen Liga. Nach der Winterpause wechselte er im Februar 2010 als Leihgabe zu Slavia Prag, konnte sich dort allerdings nicht durchsetzen. Zur Saison 2010/11 wechselte er deshalb zurück zu Banik Most. Dort war er Stammspieler und wurde in der Abwehr eingesetzt. Zur Saison 2011/12 wechselte Lafrance nach Prag zum Erstliga-Aufsteiger Viktoria Žižkov. Auch dort etablierte er sich in der Mannschaft. 2013 folgte der Wechsel nach Polen zum Erstligisten Widzew Łódź, bevor er in der zweiten polnischen Liga bei Miedź Legnica und Chrobry Głogów antrat. Ab 2016 war Lafrance in Zypern in der ersten Liga bei AEL Limassol unter Vertrag. Mit dem Verein nahm er 2017/18 an der Qualifikation zur Europa League teil und traf dort in sechs Spielen dreimal das Tor. Er wechselte mehrmals innerhalb des Landes, bis er 2022 zurück nach Polen ging.

## Nationalmannschaft
Sein Debüt für Haiti gab Lafrance beim 1:0-Sieg in Katar am 18. November 2010, als er die vollen 90 Minuten spielte. Bis 2021 bestritt er 43 von der FIFA gezählte Länderspiele, in denen er vier Tore erzielte.